# El Camalote, Santa Catarina Juquila
El Camalote är en ort i Mexiko.   Den ligger i kommunen Santa Catarina Juquila och delstaten Oaxaca, i den sydöstra delen av landet, 400 km sydost om huvudstaden Mexico City. El Camalote ligger 922 meter över havet och antalet invånare är 300.
Terrängen runt El Camalote är huvudsakligen kuperad, men västerut är den bergig. Runt El Camalote är det ganska tätbefolkat, med 65 invånare per kvadratkilometer. Närmaste större samhälle är Santos Reyes Nopala, 13,2 km öster om El Camalote. I omgivningarna runt El Camalote växer huvudsakligen savannskog.